# Strophognathus argentatus
Strophognathus argentatus är en tvåvingeart som beskrevs av Lindner 1955. Strophognathus argentatus ingår i släktet Strophognathus och familjen vapenflugor.
Artens utbredningsområde är Sri Lanka. Inga underarter finns listade i Catalogue of Life.